# Boaedon
Genre
Boaedon est un genre de serpents de la famille des Lamprophiidae. 

## Répartition
Les 21 espèces de ce genre se rencontrent en Afrique et dans la péninsule Arabique.

## Liste d'espèces
Selon The Reptile Database (2 janvier 2022) :
- Boaedon angolensis (Bocage, 1895)
- Boaedon bedriagae Boulenger, 1906
- Boaedon bocagei Hallermann et al., 2020[3]
- Boaedon branchi Hallermann et al., 2020[3]
- Boaedon capensis Duméril, Bibron & Duméril, 1854
- Boaedon fradei Hallermann et al., 2020[3]
- Boaedon fuliginosus (Boie, 1827)
- Boaedon lineatus Duméril, Bibron & Duméril, 1854
- Boaedon littoralis Trape & Mediannikov, 2016
- Boaedon longilineatus Trape & Mediannikov, 2016
- Boaedon maculatus Parker, 1932
- Boaedon mendesi Ceríaco et al., 2021[4]
- Boaedon mentalis (Günther, 1888)
- Boaedon olivaceus (Duméril, 1856)
- Boaedon paralineatus Trape & Mediannikov, 2016
- Boaedon perisilvestris Trape & Mediannikov, 2016
- Boaedon radfordi Greenbaumet al., 2015
- Boaedon subflavus Trape & Mediannikov, 2016
- Boaedon upembae (Laurent, 1954)
- Boaedon variegatus (Bocage, 1867)
- Boaedon virgatus (Hallowell, 1854)

## Publication originale
- Duméril, Bibron & Duméril, 1854 : Erpétologie générale ou histoire naturelle complète des reptiles. Tome septième. Première partie, p. 1-780 (texte intégral).